# Somerset East
Somerset East (afrikaans: Somerset-Oos ; xhosa KwaNojoli) est une ville d'Afrique du Sud située dans la province du Cap-Oriental et administrée par la municipalité locale de Blue Crane Route au sein du district de Sarah Baartman (ex-Cacadu). 

## Démographie

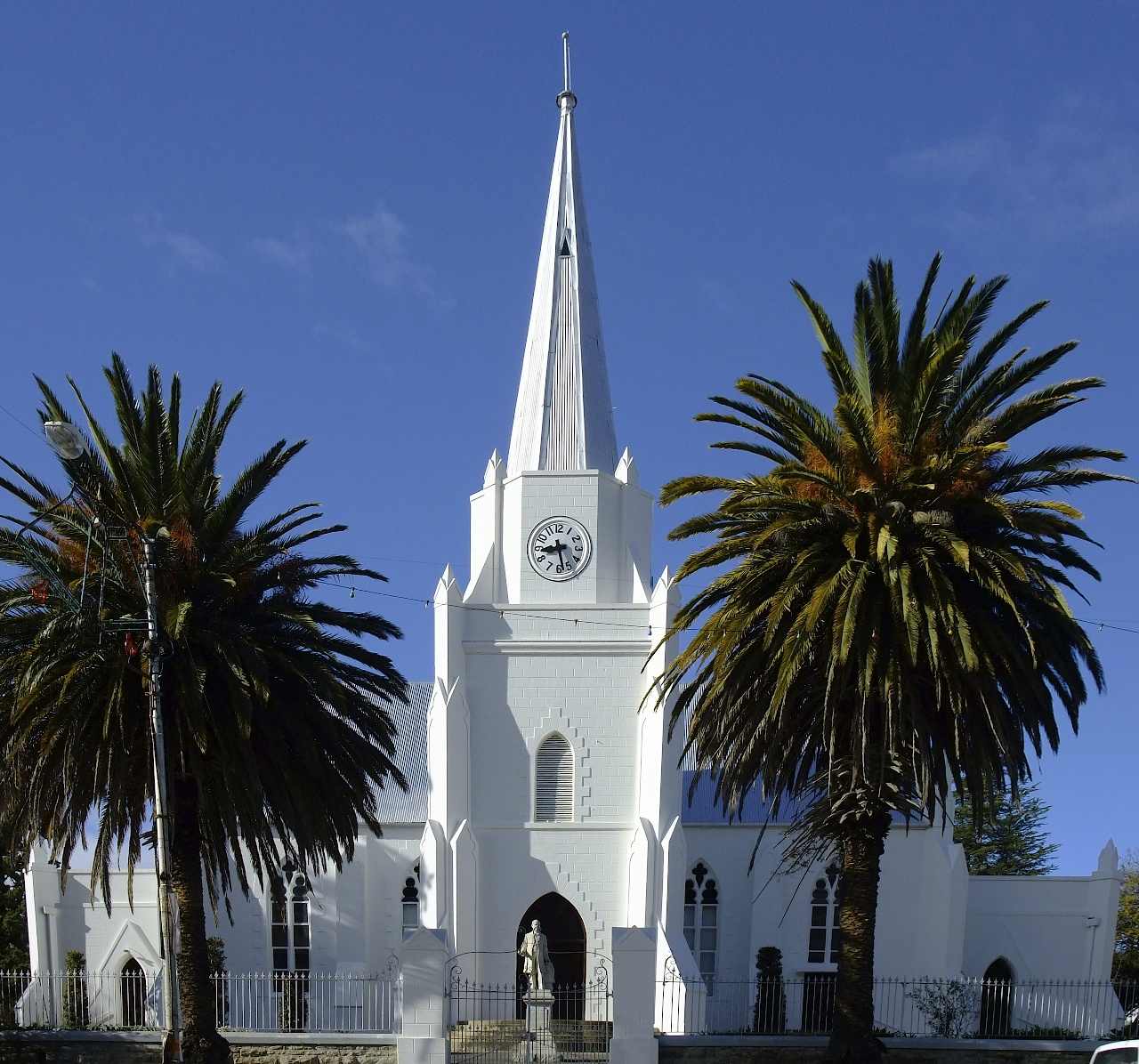
Église réformée hollandaise sur Charles Str. à Somerset East.

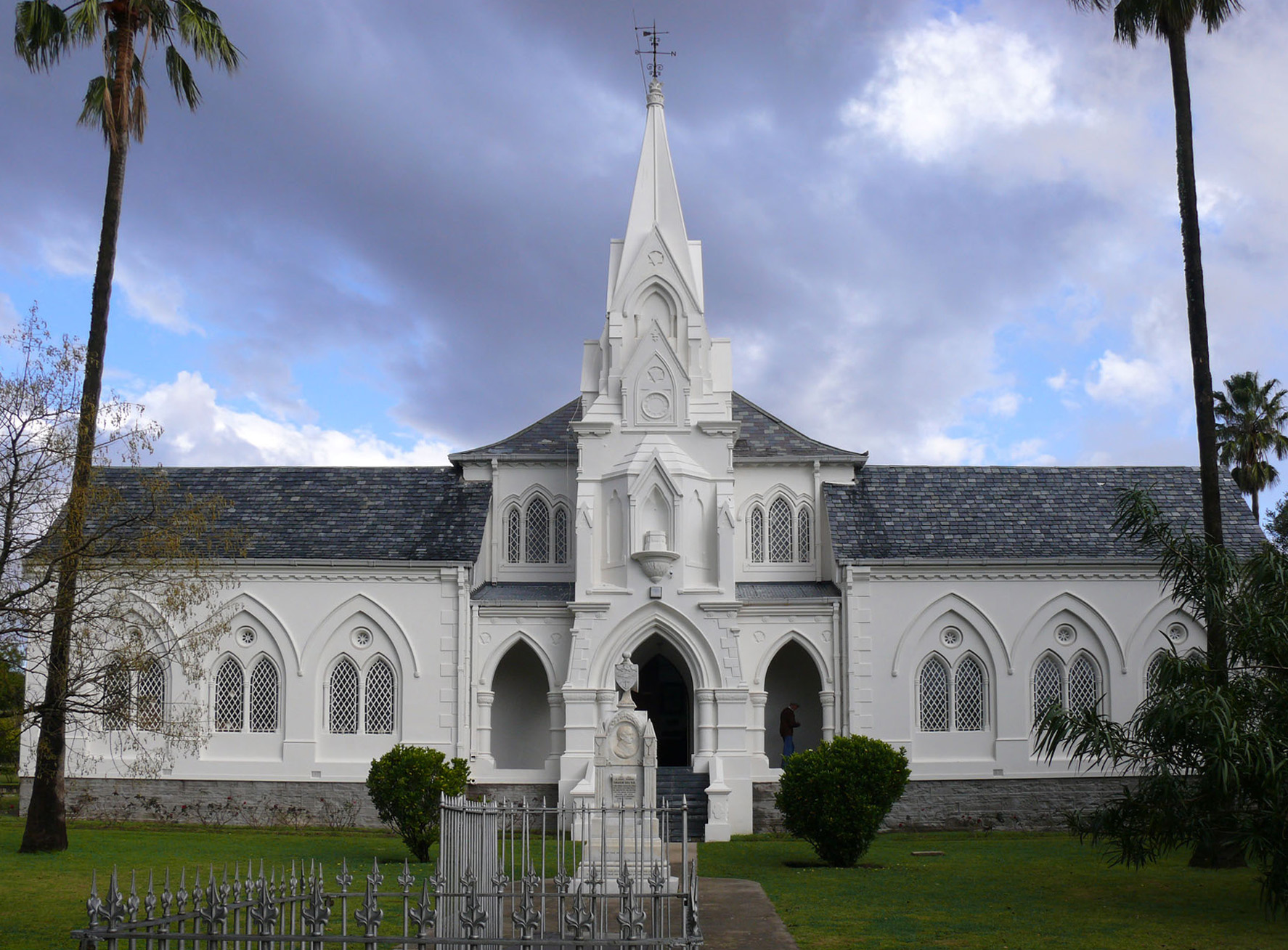
Gill College, lycée fondé en 1869

Selon le recensement de 2011, Somerset East compte 13 619 habitants (46,21% de noirs, 42,95% de coloureds et 9,82% de blancs). 
L'afrikaans est la langue maternelle majoritairement utilisée par la population locale (56,78 %) devant l'isiXhosa (37,88 %).
L'ensemble de la zone urbaine comprenant Somerset East et le township de KwaNojoli (5 206 habitants dont 95,37% de noirs) compte 18 825 habitants (59,8% de noirs, 32,2 % de coloureds et 7,2 % de blancs), majoritairement de langue isiXhosa (51,8%) et afrikaans (42,9%).

## Historique
Le premier blanc à s'installer dans cette région fut Willem Prinsloo qui construisit sa ferme près de l'endroit où est situé l'actuel musée de Somerset East. Dans les années 1770, il fut rejoint par une vingtaine d'autres familles qui demandèrent aux autorités de la colonie du Cap d'établir un tribunal et une église, symboles de la reconnaissance coloniale sur le district dont Prinsloo devint le haut magistrat. Ce n'est cependant qu'en 1825 que la ville de Somerset fut établie, le "Est" étant ajouté 30 ans plus tard pour la distinguer de Somerset West.

## Source
- (en) Cet article est partiellement ou en totalité issu de l’article de Wikipédia en anglais intitulé « Somerset East » (voir la liste des auteurs).